# IC 438
IC 438 ist eine Spiralgalaxie vom Hubble-Typ SAc im Sternbild Hase am Südsternhimmel. Sie ist schätzungsweise 133 Millionen Lichtjahre von der Milchstraße entfernt und hat einen Durchmesser von etwa 115.000 Lichtjahren. Wahrscheinlich bildet sie gemeinsam mit IC 2151 ein gravitativ gebundenes Galaxienpaar.

Gemeinsam mit vier weiteren Galaxien bildet sie die IC 438-Gruppe oder LGG 134.
Die Supernovae SN 1997B (Typ-Ic) und SN 2017gbb (Typ-Ia) wurden hier beobachtet.
Das Objekt wurde am 7. Januar 1891 vom US-amerikanischen Astronomen Lewis Swift entdeckt.

## IC 438-Gruppe (LGG 134)
| Galaxie   | Alternativname  | Entfernung/Mio. Lj |
| --------- | --------------- | ------------------ |
| IC 438    | PGC 18047       | 133                |
| IC 2143   | PGC 17810       | 129                |
| PGC 17668 | ESO 554-029     | 116                |
| PGC 17976 | MCG -03-015-021 | 124                |
| PGC 18015 | ESO 555-005     | 129                |